# Ünnepek Finnországban
A szócikk Finnország ünnepei közül azokat mutatja be, amelyeket csak ehelyütt, vagy helyi szokásokkal ünnepelnek. A cikk nem tartalmazza a vízkereszt, az áldozócsütörtök és a pünkösd, valamint a mindenszentek napjait.

## Szilveszter(Uudenvuodenaatto, Nyårsafton)és Újév napja(Uudenvuodenpäivä, Nyårsdagen)
A finn szilveszter nem tér el sokban a magyarországitól. A finnek általában étterembe mennek vagy vendégeket hívnak magukhoz és együtt esznek-isznak. A finn hagyományok közé tartozik az éjféli ólomöntés. A patkót formázó ólmot, ami a szilvesztert megelőző napokban megvásárolható a boltokban, a tűzhelyen megolvasztják, aztán egy hideg vízzel teli vödörbe öntik. Az ólomból így különböző formájú kis szobrok alakulnak ki. A formákat megvizsgálják és megpróbálják kitalálni, mit ábrázolhatnak. Egy gyertya vagy egy lámpa fényénél megnézik, milyen alakot ölt az ólom árnyéka, ebből aztán megjósolják a jövő év eseményeit. Tipikusan előforduló formák például a hajó (ami utazást jelenthet), az emberforma (ami házasságra utalhat), vagy a ház, esetleg az állatok (amelyek új háziállatok érkezését sugallhatják). Mivel azonban az ólom a környezetre káros anyag, problémaként kezelik, hogy mi lesz a sorsuk az ünnep után. Emiatt sokan ezt a szokást már nem tartják, az éjféli jóslásra pedig más módszereket alkalmaznak. Jellemző, hogy sokan újévi fogadalmakat is tesznek. Ezek általában egy rossz szokás megváltoztatását célozzák, vagy új célok kitűzésével kapcsolatosak. Finnországban is rendeznek tűzijátékokat. Tűzijátékokat csak szilveszter napján délután 6-tól hajnali 2-ig lehet fellőni. Újév napján a köztársasági elnök beszédet mond, amit közvetít a televízió.

## Húsvét(Pääsiäinen, Påsk)
A húsvét finn neve pääsiäinen, ami a nagyböjttől való 'elbocsátást, szabadulást' jelenti. A húsvét békés családi ünnepnek számít. Ilyenkor Jézus feltámadását és a tavasz érkezését ünneplik. Virágvasárnap (finnül: palmusunnuntai) kezdődik az ünnep, amikor a templomokban hangversenyeket, színdarabokat adnak elő, valamint körmeneteket és istentiszteleteket tartanak. Az egyik fontos húsvéthoz kötődő hagyomány a virpominen vagy virvonta. A gyerekek virágvasárnap feldíszített barkaágakkal házról házra járnak és megcsapkodják velük az ottlakókat szerencsét és egészséget kívánva minden közelben lakónak és szomszédnak. A gyerekek általában elszavalnak egy rövid versikét, aztán kapnak valamilyen kisebb fizetséget, például egy kevés pénzt, cukorkát vagy csokitojást. Ilyenkor a lányok, de akár a fiúk is sokszor boszorkánynak vannak öltözve. A húsvéti boszorkányokat trullinak nevezik. Pohjanmaaban húsvéti máglyát is gyújtanak nagyszombaton (finnül: pääsiäislauantai). A boszorkányok és a máglya hagyománya abból ered, hogy régen úgy gondolták, hogy nagyszombaton Isten oltalmazó hatása kisebb, ezért a boszorkányok ilyenkor szabadon garázdálkodhatnak az egész világon. A máglyát azért rakják, hogy távoltartsák őket. A hiedelem szerint minél nagyobb a tűz füstje és minél több benne a szikra, annál jobb, mivel így a boszorkányok és más gonosz szellemek nem tudnak átjutni rajta, hogy ártsanak az embereknek. Húsvéti szokás szintén, hogy egy tálban füvet (rairuohot) csíráztatnak, ami közeledő tavasz szimbóluma. Amikor a fű megnő kis csokitojásokat, madarakat és nyuszikat akasztanak rá. Húsvétkor tojást is festenek és húsvéti díszekkel, barkával díszítik fel az egész házat. A húsvéti virágok jellemzően a nárcisz és a tulipán. Finnországban jellegzetes húsvéti ételnek számít a bárány, a mämmi (malátából és rozslisztől készült, fekete, sűrű desszert), ami egyben a kovásztalan kenyér szimbóluma, és az ortodox eredetű pasha (túrós pászka).

## Vappu, Valborgsmässoafton
A vappu neve a katolikus Szt. Walburga apáca nevéből ered, akiről többek között május elsején emlékeztek meg. A vapput finn karneválként is emlegetik. A finn majálist a mai formájában az 1800-as években kezdték ünnepelni diákok. 1979-ben hivatalos zászlós ünnep lett a finn munka ünnepeként. Mára elsősorban tavaszünnepként tartják számon, hogy mindenki egyformán részesülhessen az ünnepből. Az ünneplés már a május elsejét megelőző napon elkezdődik. Helsinkiben hagyományosan Havis Amanda szobránál gyülekeznek az érettségizettek és délután hat órakor felteszik rá a lakkit, azaz az érettségizett diákok fehér tányérsapkáját. Ugyanekkor mindenki más is, a fiatalok és az idősebbek is felteszik a fejükre a lakkit. Általában ugyanez történik szerte Finnországban és minden városban sapkát kapnak a szobrok is. Ezután hamar kialakul a karneválhangulat, ugyanis a finnek felhőtlen és féktelen ünneplésbe kezdenek, kimennek az utcákra és szerpentint, léggömböket, álarcokat és trombitákat vesznek. Sokan étterembe mennek, találkoznak az ismerősökkel és a barátokkal. Az egyetemisták felvonulnak, kórusok, fúvószenekarok lépnek fel és bőséggel fogyasztják együtt az alkoholt. A finnek ilyenkor lelkesen társalognak és koccintanak akár idegenekkel is. Az ünnep hagyományos ételei a fánkok (pl.: tippaleipä, munkki) és a sima (házisör/méhsör). A vappura jellemző bőséges evés-ivásnak az a jelentősége, hogy az emberek így gyűjtenek erőt a közeledő nyárra. Másnap már mindenki visszafogottabban ünnepel. Május elsején reggel a családok és a barátok általában közös villásreggelire gyűlnek össze, később pedig piknikezni indulnak a parkokba.

## Juhannus, Midsommar
A juhannus a nyár, a fény, az éjféli nap és a finn zászló ünnepe, amelyet június 24-hez legközelebb eső hétvégén ünnepelnek. Ilyenkor a sarkkörön túl a nap a horizont felett marad egész éjszaka, ezért ezt az ünnepet yötön yö-nek, azaz éjtelen éjnek is nevezik. Ez a nap egyben hivatalos zászlós, valamint Keresztelő János (Johannes Kastaja, Johannes Döparen) emlékének szentelt egyházi ünnep is – innen az ünnep neve (Juhannus a Johannes név régi kiejtésmódja). A finn zászlót 18:00-kor húzzák fel az ünnepet megelőző napon és juhannus napján 21:00-kor engedik le. Általában a finnek vidékre mennek tenger- vagy tóparthoz közel. A házakat és a nyaralókat (kesämökki, sommarstuga) kitakarítják, az ajtókra és a tornácokra nyírfavesszőt akasztanak, ami a nyár kezdetét szimbolizálja. Néhányan nemzeti viseletet öltenek magukra. Egy régi hiedelem szerint juhannus napján boszorkányok, tündérek és mindenféle manók gyötörték az embereket, de előfordult, hogy megmutatták nekik a jövőt. Éppen ezért, ehhez az ünnephez varázslások és különböző babonák is kötődnek. Ilyen például az a manapság is népszerű szokás, hogy a fiatal lányok hét vagy kilenc darab különböző virágot tesznek a párnájuk alá éjszakára, hogy álmukban megláthassák leendő férjüket. Régről való hagyomány, hogy a vízpartokon juhannusmáglyát (juhannuskokko) raknak, amelynek az a szerepe, hogy elűzze a rossz szellemeket. Ez a szokás eleinte csak az ország keleti felében létezett és onnan terjedt el egész Finnországban. A máglyát éjfél körül szokták meggyújtani. Régebben az egész falu népe odagyűlt a máglya köré és szigorú szabályok léteztek arra, hogy hogyan és mikor gyújtsák meg a máglyát. Általában a falu legidősebb emberének jutott ez a megtiszteltetés. Az Åland-szigeteken a máglyák helyett juhannuspóznákat állítanak, bár ennek a szokásnak az eredete bizonytalan. A szaunázás természetesen juhannuskor sem maradhat el, ami után a finnek általában kolbászt, azaz makkarat sütnek, együtt isznak és énekelnek. A városokban táncmulatságokat is rendeznek, ahol főleg finn tangót vagy keringőt táncolnak. Sokan egész éjjel fennmaradnak és megvárják, hogy a nap előbukkanjon az erdők mögül. Ezen a hétvégén több zenei fesztivált is rendeznek. Ugyanakkor juhannus hétvégéjének van egy szomorúbb oldala is. A bőséges alkoholfogyasztás és a víz mellett történő ünneplés miatt halálesetek is rendszerint előfordulnak ezen a hétvégén.

## A függetlenség napja(Itsenäisyyspäivä, Självständighetsdagen)
Finnország a függetlenségét 1917. december 6-án kiáltotta ki, ezt a napot 1919 óta ünneplik. Elsőként Helsinkiben felvonják a finn zászlót a Tähtitorni-dombon. Ezután a székesegyházban istentiszteletet tartanak, amelyen a köztársasági elnök is hagyományosan részt vesz. A honvédség díszszemlét rendez, több ezer tartalékost és hivatásos állományút is előléptetnek. Este 6 órakor a házakban leoltják a villanyt és két kék-fehér gyertyát raknak az ablakokba, amelyeket azoknak az emlékére gyújtanak meg, akik a finn függetlenségért harcoltak az orosz elnyomás idején. Ez a szokás az 1920-as évekre és még korábbra megy vissza, amikor az orosz elnyomás elleni csendes tiltakozás jeléül kék-fehér gyertyákat gyújtottak Johan Ludvig Runeberg (a finn himnusz szerzője) születése évfordulóján. Egy népszerű legenda szerint a gyertyákat azért rakták az ablakokba, hogy jelezzék az első világháború kezdetén Németországba, katonai kiképzésre induló fiatal férfiaknak, hogy a házban megpihenhetnek és védve lesznek az oroszok elől. December 6-án este az elnöki palotában a köztársasági elnök függetlenség napi fogadást ad, ahová körülbelül kétezer embert hívnak meg, köztük a politikai élet képviselőit, diplomatákat, egyházi vezetőket, élsportolókat, valamint díszvendégként jelen vannak az ország háborús veteránjai is. Ezt az eseményt minden évben élőben közvetíti a televízió, az adást évente körülbelül kétmillióan nézik. Ugyanakkor a rendőrség is nagy erőkkel készül, hiszen ilyenkor az elnöki palota elé rendszerint demonstrációt szerveznek. Ezen a napon jótékonysági szervezetek a Hakaniemi téren rendeznek ünnepséget a kevésbé szerencséseknek, általában ingyenes ételosztással.

## Karácsony(Joulu)
A karácsony az év legfontosabb ünnepe. A karácsonyi készülődést igen hamar elkezdik, advent első napján. Sok héttel az ünnep előtt már a boltokat járják és karácsonyi ajándékokat vesznek, valamint megtervezik az ünnep menetét. Karácsonyi képeslapokat is gyakran küldenek. Mézeskalácsot (piparkakku) és karácsonyi süteményeket (joulutorttu) sütnek. A gyerekek karácsonyi naptárt kapnak, ami csokit vagy valami apróságot rejt. Sok munkahelyen kiskarácsonyt (pikkujoulu) rendeznek. Az ünnep előtt gondosan kitakarítják a házat, majd feldíszítik karácsonyi díszekkel, terítőkkel. Az ablakokra és az ajtókra is színes díszeket akasztanak. A kertekben a fák és a bokrok egyaránt karácsonyi világítást kapnak. Karácsonyi virágok Finnországban a jácint és a mikulásvirág, a karácsony színe pedig a piros. Karácsonykor a háziállatokra is külön ügyelnek és a madarakat is megetetik. A madarak etetése onnan ered, hogy a parasztok régebben így akarták elérni, hogy nyáron a madarak békén hagyják a termést. Karácsony táján az emberek többsége templomba is elmegy, azok is, akik egyébként nem szoktak. Az istentiszteletek mellett összejöveteleket is szerveznek és karácsonyi dalokat énekelnek. A téli háború után terjedt el az a szokás, hogy az ünnep előestéjén a temetőben gyertyát gyújtanak a hozzátartozóik sírjánál. Másnap reggel elsőként riisipuurot (rizskása/tejberizs) esznek, amibe egyetlen szem mandulát rejtenek. A hagyomány szerint az elkövetkező évben szerencse vár arra, aki megtalálja benne a mandulát. Ha lány az illető, akkor úgy tartják, férjhez fog menni. 24-én délben Turkuban, Finnország korábbi fővárosában kihirdetik a karácsonyi békét (joulurauha), amikor nem szabad veszekedni és vadászni sem. Ez a szokás középkori törvényekre vezethető vissza. Ezt az eseményt a tévé és a rádió is élőben közvetíti. A karácsonyfát együtt díszítik fel, sokszor saját készítésű díszekkel. Ugyanakkor a természet védelme érdekében vannak, akik nem vesznek saját karácsonyfát, hanem a kertben vagy a közeli erdőben díszítenek fel egy tetszőleges fát. A karácsonyi szauna sem maradhat el. Délután aztán belekezdenek a karácsonyi vacsora készítésébe, amit általában 16 és 18 óra között fogyasztanak el. A legfontosabb ételek, amik nem hiányozhatnak egy finn asztalról karácsonykor: a különböző rakott ételek, a graavilohi (sós lazac), silli (hering), mäti (halikra), sillisalaatti vagy rosolli (heringsaláta), lipeäkala (lúgozott hal), a sonka, a szilva, a borsó és a krumpli. A desszert általában a luumukiisseli (szilvalekvárszerű édesség). A vacsora után felbontják a karácsonyi ajándékokat. Az ajándékokat Finnországban a télapó (joulupukki) hozza, akinek énekelni szoktak. Joulupukki a finn hagyomány szerint olyan férfi volt, aki a termékenységrítushoz tartozó kecske (pukki) alakjának öltözött és így járta a házakat, ahol aztán megette a vacsorából megmaradt falatokat. 25-én rendszerint meglátogatják a rokonokat, távolabb élő barátokat, valamint sportolni mennek a szabadba, például síelni vagy korcsolyázni.